# As the Love Continues
As the Love Continues è il decimo album in studio del gruppo musicale scozzese Mogwai, pubblicato nel 2021. Il titolo deriva da una frase pronunciata dalla figlia di Martin Bulloch.

## Tracce
1. To the Bin My Friend, Tonight We Vacate Earth – 5:09
2. Here We, Here We, Here We Go Forever – 4:45
3. Dry Fantasy – 5:10
4. Ritchie Sacramento – 4:12
5. Drive the Nail – 7:14
6. Fuck Off Money – 5:53
7. Ceiling Granny – 3:58
8. Midnight Flit – 6:08
9. Pat Stains – 6:55
10. Supposedly, We Were Nightmares – 4:36
11. It's What I Want to Do, Mum – 7:23

Disco Bonus (Ed. Deluxe)
1. To the Bin My Friend, Tonight We Vacate Earth (demo) – 5:12
2. Here We, Here We, Here We Go Forever (demo) – 5:32
3. Supposedly, We Were Nightmares (demo) – 5:04
4. Drive the Nail (demo) – 6:41
5. It's What I Want to Do, Mum (demo) – 6:43

## Formazione
- Dominic Aitchison
- Stuart Braithwaite
- Martin Bulloch
- Barry Burns